# Lispe lowei
Lispe lowei är en tvåvingeart som först beskrevs av Ringdahl 1922.  Lispe lowei ingår i släktet Lispe och familjen husflugor. Inga underarter finns listade i Catalogue of Life.